# I. L. Peretz
Isaac Leib Peretz (em polonês/polaco:  Icchok Lejbusz Perec, em hebraico:  יצחק־לייבוש פרץ) 

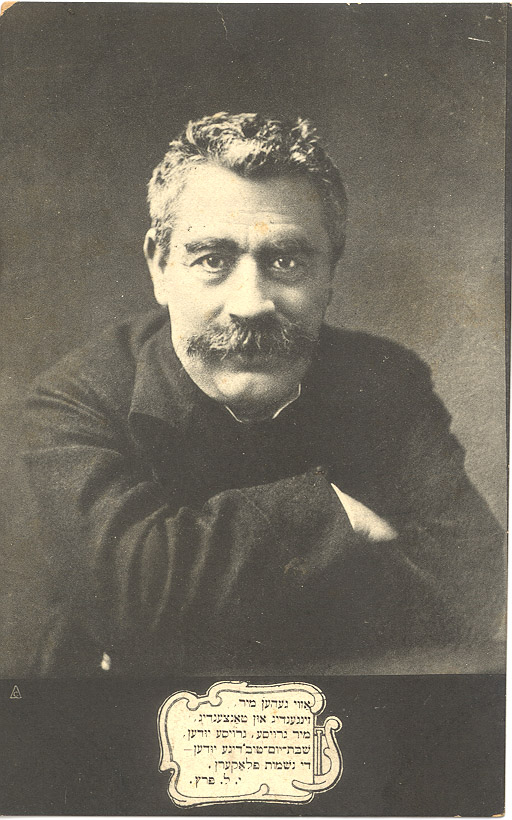
Peretz retratado em um velho cartão postal em língua iídiche

(18 de maio de 1852 – 3 de abril de 1915), também grafado às vezes como Yitskhok Leybush Peretz, mais conhecido como I. L. Peretz, foi um escritor, poeta e teatrólogo de língua  iídiche da Polônia. Peretz, Mendele Mocher Sefarim e Sholem Aleichem são considerados os três grandes escritores clássicos em língua iídiche. Sol Liptzin escreveu: "Yitzkhok Leibush Peretz foi o grande despertador dos judeus de língua iídiche, e Sholem Aleichem seu consolador... Peretz despertou em seus leitores a vontade de autoemancipação, a vontade de resistência..."
Peretz rejeitou o universalismo cultural, vendo o mundo como composto de diferentes nações, cada uma com seu próprio caráter. Liptzin comenta que "Cada povo é visto por ele como um povo escolhido..."; ele viu como seu papel de escritor judeu exprimir "ideais judaicos... baseados na tradição judaica e história judaica."
Ao contrário de outros Maskilim, tinha grande respeito pelos judeus chassídicos por seu modo de ser no mundo; ao mesmo tempo, entendia a necessidade de levar em conta a fragilidade humana. Seus contos como "E Talvez Mais Alto", "Cabalistas" e "À Cabeceira do Moribundo" enfatizam a importância da devoção sincera, em vez da religiosidade vazia.
Segundo J. Guinsburg, organizador e tradutor para o português de uma coletânea de contos de Peretz, "Peretz pode ser considerado como o verdadeiro modernizador da literatura iídiche. Não só porque, através de sua pena, ela ecoou conscientemente o tema social e socialista ou porque se abriu às estéticas literárias da Europa. Romântico, realista, simbolista, impressionista, admirador de Heine, Hamsun, Ibsen, Tchekhov, Górki e tantos outros poloneses, franceses, alemães, foi ele sobretudo o homem que instituiu o indivíduo, a subjetividade, a emoção pessoal, a análise psicológica e mesmo intimista, em uma literatura que até então não fora muito além do tipo, do esboço coletivo, da análise de costumes, da redução do real ao objetivo, ao externo."
Segundo Mônica de Gouveia, "Peretz não era um poeta popular inocente, nem um seguidor do Hassidismo, mas incorporou o elemento popular e a religiosidade às suas próprias crenças e pontos de vista. Ele impôs sua própria experiência sobre este material popular e tradicional, modulando-o conforme sua expressão estética."

## Biografia

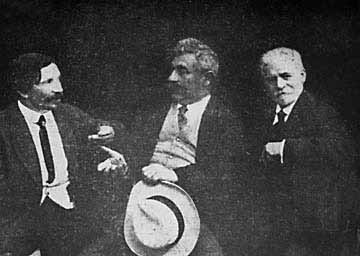
Da esquerda para a direita, Sholem Aleichem, Peretz e Yacov Dinezon

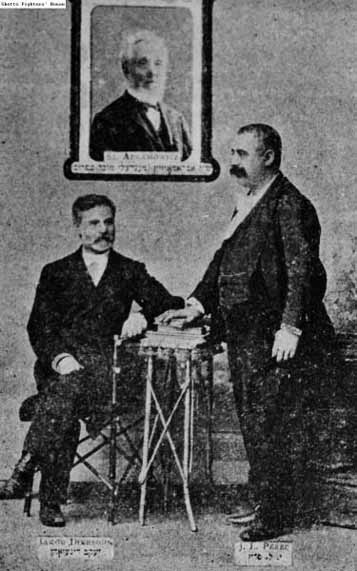
Dinezon e Peretz

Nascido na cidade de Zamość, província de Lublin, Polônia do Congresso, e criado num lar judeu ortodoxo, aos quinze anos afiliou-se à Haskalah, o Iluminismo judaico. Começou um plano deliberado de instrução secular, lendo livros em polonês, russo, alemão e francês. Planejava ir para a escola rabínica teologicamente liberal em Zhytomyr, mas a preocupação com os sentimentos da mãe levaram-no a permanecer em Zamość. Casou-se, por meio de um casamento arranjado, com a filha de Gabriel Judah Lichtenfeld, que Liptzin descreveu como um "poeta e filósofo menor".
Falhou na tentativa de ganhar a vida destilando uísque, mas começou a escrever poesias, canções e lendas em hebraico, algumas delas escritas com seu sogro. Mas essa colaboração não impediu seu divórcio em 1878, após o qual logo voltou a se casar (sua segunda esposa foi Helena Ringelheim). Mais ou menos na mesma época, passou no exame para se tornar advogado,  profissão que exerceu com sucesso nos dez anos seguintes, até que em 1889 sua licença foi revogada pelas autoridades da Rússia Imperial, que suspeitaram de sentimentos nacionalistas poloneses. Dali em diante viveu em Varsóvia, onde sua renda adveio em grande parte de um emprego na pequena burocracia da comunidade judaica da cidade. Ali fundou Hazomir (O Rouxinol), que se tornou o centro cultural da Varsóvia iídiche pré-Primeira Guerra Mundial.
Sua primeira obra em iídiche apareceu em 1888, a longa balada Monish, na memorável antologia Folksbibliotek ("Biblioteca Popular"), editada por Sholom Aleichem. Essa balada conta a história de um jovem asceta, Monish, que não consegue resistir à tentação de Lilith.
Um autor de crítica social, partidário do movimento trabalhista, escreveu contos, lendas folclóricas e peças teatrais. Liptzin o caracteriza como ao mesmo tempo realista e um romântico, que "mergulhou nas camadas irracionais da alma"... ; "um otimista que acreditava na inevitabilidade do progresso pelo esclarecimento", e que, às vezes, expressava seu otimismo por "visões de possibilidades messiânicas". Mesmo assim, embora a maioria dos intelectuais judeus dessem apoio irrestrito à Revolução Russa de 1905, a visão de Peretz foi mais contida, enfocando mais os pogroms ocorridos dentro da Revolução e temendo que os ideais universalistas da Revolução deixassem pouca margem para o inconformismo judaico.
Peretz morreu na cidade de Varsóvia em 1915. Existem ruas em Varsóvia, Zamość e Wrocław (além de uma praça) com seu nome (ulica Icchaka Lejba Pereca em polonês). Foi enterrado no Cemitério Judaico da Rua Okopowa com uma grande multidão, cerca de 100.000 pessoas, comparecendo à cerimônia do enterro.